# Apeadeiro de Odiáxere
O apeadeiro de Odiáxere (nome frequentemente grafado pelos gestores e operadores ferrovários como "Odeáxere" mesmo após 1945) é uma interface encerrada da Linha do Algarve, que servia a localidade de Odiáxere, no município de Lagos, em Portugal.

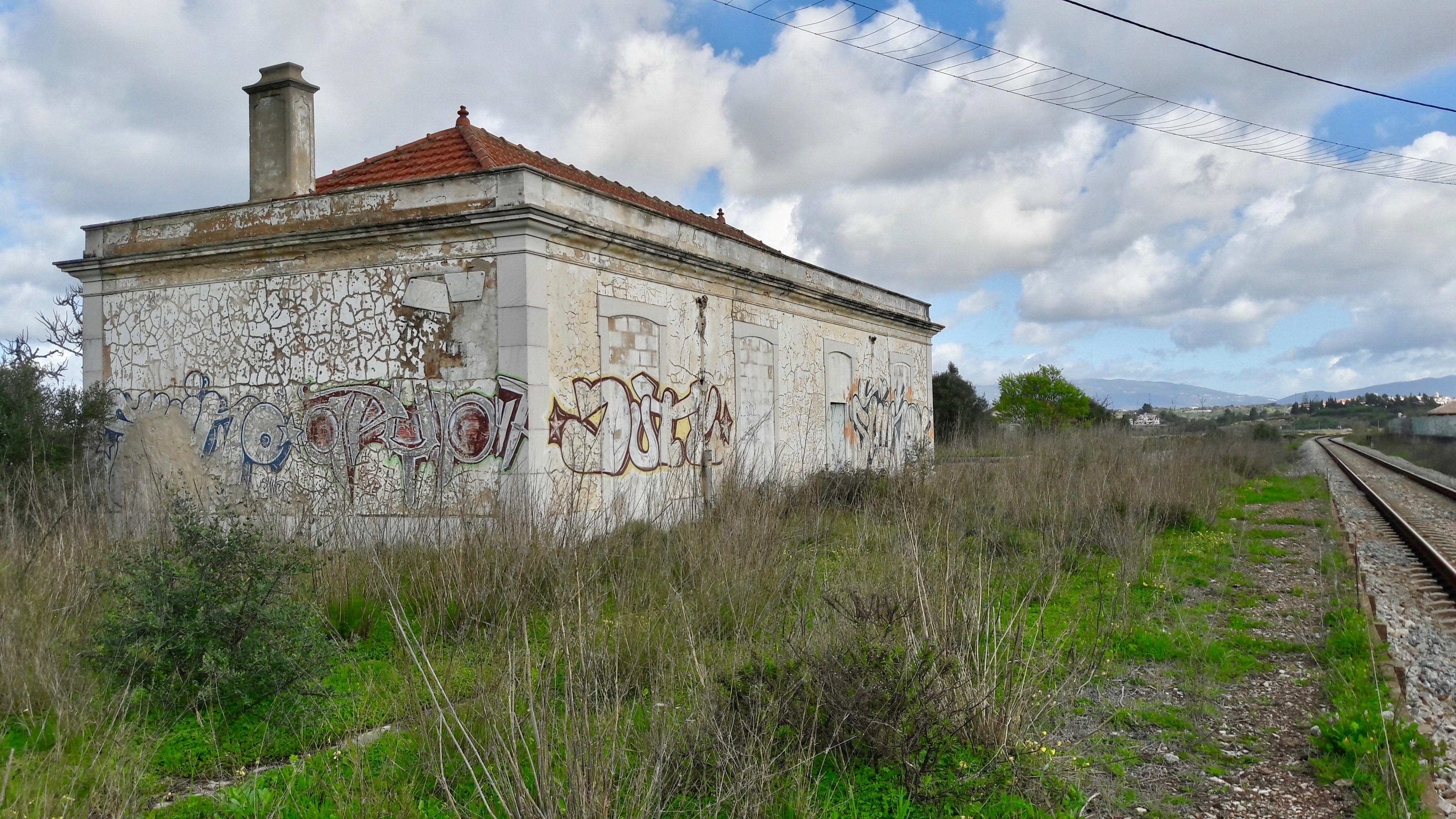
Edifício de passageiros de Odiáxere, em Março de 2018

## Descrição

### Localização e acessos
Esta interface situava-se a mais de três quilómetros da localidade epónima, a noroeste, via EM534 (apenas 2800 m em linha reta), num local isolado junto à Ria de Alvor.

### Caraterização física
O edifício de passageiros situa-se do lado noroeste da via (lado direito do sentido ascendente, para Lagos).

## História

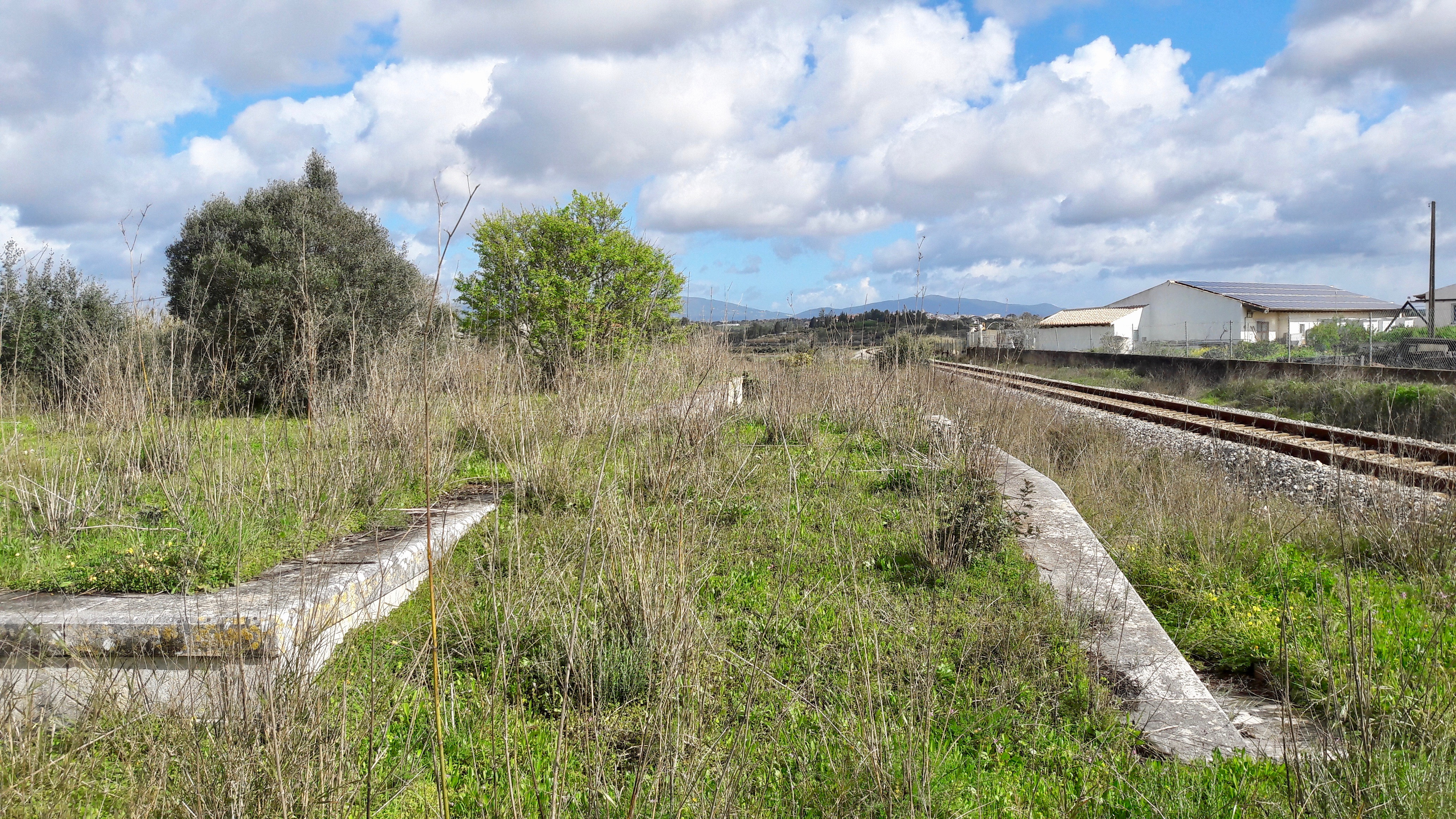
Antigo cais de mercadorias do Apeadeiro de Odiaxere, em 2018.

Em 1 de Julho de 1922, já se previa que Odiáxere seria uma das gares no novo troço entre Portimão e Lagos. Este lanço foi inaugurado em 30 de Julho desse ano, pela divisão do Sul e Sueste dos Caminhos de Ferro do Estado, incluindo desde logo o apeadeiro de Odiáxere.
Em 1945, a Junta de Freguesia de Odiáxere deliberou que fosse construída uma estrada de acesso ao apeadeiro.
Em 1984, este apeadeiro era utilizado por serviços de passageiros Regionais e Directos.
O jornal Diário de Lisboa de 22 de Agosto de 1988 reportou um acidente nas proximidades do apeadeiro de Odiáxere, quando um comboio colheu uma motorizada, levando à morte da passageira, enquanto que o condutor ficou gravemente ferido.

Em 2003, Odiáxere era servida por apenas duas circulações diárias em cada sentido no serviço regional Lagos-VRSA (ainda que aqui passassem sem parar 22 outras circulações do mesmo serviço), registando-se uma média de 20 passageiros entrando e saíndo nesta interface mensalmente; ainda nesse ano o serviço ferroviário neste apeadeiro foi suprimido.